# Jorge Schwager
Jorge Osvaldo Schwager Navarrete (n. Osorno, Chile, 4 de julio de 1983) es un exfutbolista chileno. Actualmente es director técnico interino de Palestino de la Primera División de Chile.

## Trayectoria
Comenzó su carrera el año 2003, a los 19 años de edad, en la Segunda División chilena en el club Provincial Osorno, en donde era una de las figuras del equipo. Participó con Provincial Osorno en la Copa Sudamericana 2003, donde fueron eliminados por Universidad Católica en el denominado "El Robo del Siglo", protagonizado principalmente por el árbitro Patricio Polic que dejó a Osorno sin el merecido pase a la siguiente ronda. Aquel partido se definió por penales, uno de ellos convertido perfectamente por Jorge Schwager. Esas actuaciones lo llevaron a este jugador cumplir su sueño de estar jugando en Primera División, el que cumplió en el año 2006 en el club Deportes Puerto Montt y posteriormente en el club Deportes La Serena en 2009.

## Clubes

### Como jugador
| Club                      | País  | Año       |
| ------------------------- | ----- | --------- |
| Provincial Osorno         | Chile | 2003-2005 |
| Deportes Puerto Montt     | Chile | 2006-2008 |
| Deportes La Serena        | Chile | 2009      |
| Universidad de Concepción | Chile | 2010-2012 |
| Unión La Calera           | Chile | 2013-2014 |
| Palestino                 | Chile | 2014-2015 |

### Como ayudante técnico
| Club                      | País  | Año       | Entrenador      |
| ------------------------- | ----- | --------- | --------------- |
| Palestino                 | Chile | 2015      | Pablo Guede     |
| Colo-Colo                 | Chile | 2016-2018 | Pablo Guede     |
| Universidad de Concepción | Chile | 2019      | Francisco Bozán |
| Deportes Recoleta         | Chile | 2020-2023 | Felipe Núñez    |

### Como Director Técnico
| Club                 | País  | Año  | PJ | PG | PE | PP |
| -------------------- | ----- | ---- | -- | -- | -- | -- |
| Palestino (Interino) | Chile | 2024 | 2  | 1  | 0  | 1  |